# 울버햄튼 대학교
울버햄튼 대학교(University of Wolverhampton)는 잉글랜드의 웨스트미들랜즈주, 슈롭셔주, 스태퍼드셔주에 걸쳐 4개의 캠퍼스에 위치한 공립 대학이다. 이 대학교의 뿌리는 1827년 설립된 "Wolverhampton Tradesmen's and Mechanics' Institute", 그리고 기술, 과학, 상업, 대중 계층을 발전시킨 19세기의 울버햄튼 자유 도서관(1870년)에 그 뿌리를 두고 있다. 1851년에 처음 설립된 Municipal School of Art와 1969년 합병되어 울버햄튼 폴리테크닉(Wolverhampton Polytechnic)이 설립되었다.
등록 학생 수는 18,857명이며 현재 380개 이상의 학석박사 코스를 제공한다.
도시 캠퍼스는 울버햄프턴 도시 중앙부에 위치해 있으며 두 번째 캠퍼스는 월솔에, 세 번째 캠퍼스는 텔퍼드에 있다.

## 같이 보기
- 영국의 대학 목록